# Ухань Яци
«Ухань Яци» (кит. упр. 武汉雅琪足球俱乐部) — бывший китайский футбольный клуб из города Ухань провинции Хубэй, выступавший в третьем дивизионе.

## История клуба
Команда была основана в 2003 году, выступала в третьем дивизионе, однако из-за невозможности выйти во вторую лигу в апреле 2007 года было принято решение распустить клуб.

## Результаты
- По итогам сезона 2007 года

За всё время выступлений
| Сезон    | 2003 | 2004 | 2005 | 2006 |
| -------- | ---- | ---- | ---- | ---- |
| Дивизион | 3    | 3    | 3    | 3    |
| Место    | ?1   | 61   | 51   | 5    |

- ↑  на групповой стадии